# Steinway & Sons
Steinway & Sons (английско произношение: /ˈstaɪnweɪ/ чуйте) е американска компания производител на пиана и рояли. Основана е през 1853 г.
От 1995 г. е част от конгломерата Steinway Musical Instruments.
Роялите на Steinway & Sons са известни със своя мек, богат звук и относително високото съпротивление на клавишите. Стойността на инструментите с марка Steinway & Sons е много висока.
Роялите Steinway & Sons са станали фактически стандарт в музикалната индустрия от средата на XX век: повечето студийни записи се правят на пиана на компанията, а повечето големи концерти за пиано се изпълняват с помощта на рояли Steinway & Sons.

## История
Компанията Steinway & Sons е основана през 1853 г. в Ню Йорк от немския имигрант мебелист Хайнрих Енгелхард Щайнвег (по-късно сменя името си на Хенри Е. Стайнуей).
Щайнвег прави пиана от 1835 г. в дома си в Зеезен, Германия. Пианата носят марката Steinweg. Той емигрира в Америка през 1850 г. със съпругата си и осем от деветте си деца. Най-големият му син, К. Ф. Теодор Щайнвег, остава в Германия и продължава да прави пиана Steinweg като партньор на известния търговец Фридрих Гротриан.
През 1853 г. Хайнрих Щайнвег основава Steinway & Sons. Първата му работилница се намира в Манхатън, Ню Йорк. Първото пиано, произведено от Steinway & Sons, получава номер 483, тъй като Щайнвег е направил 482 пиана в Германия и не иска да започне изброяването отначало. Инструмент с пореден номер 483 е продаден на семейство от Ню Йорк за 500 щ.д. и сега е изложен в „Метрополитън“ в Ню Йорк. Година по-късно, поради огромното търсене, компанията се премества в по-големи помещения на „Уокър Стрийт“. Едва през 1864 г. семейството променя изписването на личните си имена на Steinway (Стайнуей).
Към 60-те години на XIX век Стайнуей построява нова фабрика на „Парк Авеню“, която заема цял квартал. С 350 служители производството се увеличава от 500 на 1800 пиана годишно. Самите пиана претърпяват много значителни подобрения въз основа на научни изследвания и подобрено разбиране на акустиката. Почти половината от 126-те патентовани изобретения на компанията са направени от първото и второто поколение на семейство Стайнуей. Пианата Steinway печелят няколко важни награди на изложби в Ню Йорк, Париж и Лондон, като до 1862 г. получават повече от 35 медала.
През 1865 г. семейство Стайнуей изпраща писмо до К. Ф. Теодор Щайнвег с молба да напусне германската фабрика (дотогава намираща се в Брауншвайг) и да се премести в Ню Йорк, за да поеме семейната фирма поради смъртта след заболявания на братята му Хенри и Чарлз. Теодор се отзовава, продавайки своя дял от германската компания на партньора си, Вилхелм Гротриан (син на Фридрих Гротриан), и на двама работници, Адолф Хелферик и Х. Г. В. Шулц. Германската фабрика променя името си от C. F. Theodor Steinweg на Grotrian, Helfferich, Schulz, Th. Steinweg Nachf. (последната фраза означава „наследници на Т. Щайнвег“), а по-късно – на Grotrian-Steinweg. В Ню Йорк Теодор Щайнвег приема фамилията Стайнуей. През следващите 15 години той продължава да живее в Брауншвайг и често пътува между Германия и Съединените щати.
Около 70-те и 80-те години на XIX век Уилям Стайнуей (роден като Вилхелм Щайнвег, син на Хайнрих Щайнвег) основава занаятчийското градче в Куинс в Ню Йорк. Градчето има собствена жилищна инфраструктура и включва нова фабрика (която се използва и до днес) с леярна и дъскорезница, сгради за служителите, детска градина, пощенска станция, доброволна пожарна команда и парк. По-късно Steinway Township става част от Лонг Айлънд. Улица „Стайнуей“, една от най-големите улици в района, е наречена в чест на компанията.
За да достигнат до европейските клиенти, които искат да купуват пиана Steinway, и за да избегнат високите европейски данъци върху вноса, Уилям и Теодор Стайнуей основават нова фабрика за пиана през 1880 г. в Хамбург, Германия. Теодор Стайнуей дори иска да спре да пътува до Америка и да живее постоянно в Германия. Той става ръководител на немската фабрика, а Уилям Стайнуей се връща във фабриката в Ню Йорк. Фабриките в Хамбург и Ню Йорк редовно обменят опит и продължават да го правят и днес.
Теодор Стайнуей е талантлив изобретател, който прави много подобрения в дизайна на пианата. Повече от една трета от патентованите изобретения на компанията са собственост на Теодор Стайнуей и до днес. Той умира в Брауншвайг през 1889 г. и до края на живота си успешно се конкурира с марката Grotrian-Steinweg, но както фабриката на Стайнуей в Хамбург, така и фабриката на Grotrian-Steinweg в Брауншвайг стават известни като производители на най-висококачествените немски пиана.
През 1890 г. Steinway става доставчик на двора на кралица Виктория. През следващите години Steinway започва да доставя инструменти на дворовете на Италия, Норвегия, Персия, Португалия, Румъния, Русия, Испания, Швеция и Турция. 

### Интересни събития от съвременната история накорпорацията
- През 2000 г. компанията Steinway & Sons е произвела инструмент пореден номер 550 000.
- В началото на XXI век компанията започва производството на две нови бюджетни серии пиана: Boston и Essex.
- Компанията открива нови магазини (салони) в различни краища на света. Най-важните нови магазини са откритите в Япония, Република Корея и Китайската народна република.
- През 2003 г. компанията Steinway & Sons отбелязва своята 150-а годишнина със серия концерти в най-голямата зала на концертния комплекс Карнеги хол – Isaac Stern Auditorium.
- През април 2005 г. компанията Steinway & Sons празнува 125-ата годишнина от откриването на първата си фабрика в Хамбург. В празничния концерт вземат участие музикантите партньори на компаниятаи: Лан Лан, Владимир Ашкенази, Детлеф Краус.

## Модели
Фабриката Steinway & Sons в Ню Йорк произвежда 6 модела рояли и 3 модела пиана:
- рояли: S-155, M-170, O-180, A-188, B-211, D-274;
- пиана: Sheraton Model P/45 Sketch 4510(116 cm), Professional Model P/45 Sketch 1098(118 cm), Professional Model K-52(132 cm).

Фабриката Steinway & Sons в Хамбург произвежда 7 модела рояли и 2 модела пиана:
- рояли: S-155, M-170, O-180, A-188, B-211, C-227, D-274;
- пиана: V-125, K-132.

### По-евтини рояли и пиана
По-евтините рояли и пиана Steinway & Sons се разпространяват под марките Boston и Essex. Тези инструменти са изработени от по-евтини материали, без да се използва пластмаса в механиката. Те са проектирани изцяло от Steinway & Sons, но се произвеждат в заводи на други производители.

#### Търговска маркаBoston
Инструментите от среден клас Boston са предназначени за професионална и полупрофесионална употреба. Те се произвеждат в Япония в завода на Kawai Musical Instruments в Хамамацу. Обемът на производството на инструменти Boston е около 5000 броя годишно. Съществуват 5 модела рояли и 4 модела пиана. Произвежда се и обновена концертна серия инструменти Boston Performance Edition, в която се използват няколко нови патента на Steinway & Sons.

#### Търговска маркаEssex
Пианата и роялите с марка Essex са най-достъпната линия инструменти, създадени от дизайнерите на Steinway & Sons. Пианата EGP-161 и 183 се произвеждат в Република Корея в завода Young Chang. Моделите EGP-155 и 173 се произвеждат в Китай от Pearl River Piano Group.

## Ценови рекорди
- Най-скъпият роял в света е създаден по поръчка през 2008 г. във фабриката Steinway & Sons в Хамбург. Цената му е 1,2 млн. евро. Изработката на рояла отнема 4 години. Изключителният инструмент е наречен Sound of Harmony. Украсен е с интарзия, направена от четиридесет различни вида дърво, а капакът включва реплика на картина от съвременния китайски художник Ши Ци (на английски: Shi Qi). Пианото е представено на публиката на изложението Expo 2010 в Шанхай. Собственост е на колекционера Го Цинзян (на английски: Guo Qingxiang).
- Най-скъпото пиано, продадено на аукцион, е направено през 1883 – 1887 от Steinway & Sons в Ню Йорк и продадено през 1997 г. за 1,2 млн. щ.д. на търг на Christie’s в Лондон. Цената е няколко пъти по-висока от предишния световен рекорд от 390 000 щ.д., който е платен на търг за пиано Steinway, изложено в момента в Clark Art Institute.
- Най-скъпото пиано в света е инструментът, произведен от Steinway & Sons във фабриката им в Хамбург през 1970 г. През същата година той е закупен от Джон Ленън само за 1500 долара. Ленън използва инструмента, за да създаде и запише песента Imagine и други известни композиции. Инструментът може да се види във филм, заснет в дома на Ленън в Англия през 1971 г., където Ленън пее Imagine на жена си Йоко Оно. През 2000 г. пианото е продадено на търг от британски колекционер. Победител е известният музикант Джордж Майкъл, който предлага най-високата оферта – 1,67 млн. британски паунда.